# Dreisam
Die Dreisam ist ein 29,7 km langer Fluss in Baden-Württemberg. Er entsteht im Schwarzwald (Landkreis Breisgau-Hochschwarzwald) im Dreisamtal aus zwei Quellbächen. Die Dreisam durchfließt beim Eintritt in die Oberrheinebene die Stadt Freiburg im Breisgau und mündet nach insgesamt nordwestlichem Verlauf bei Riegel am Kaiserstuhl (Landkreis Emmendingen) von links in die Elz. Zusammen mit ihrem längeren linken Oberlauf, im untersten Abschnitt Rotbach genannt, ist die Dreisam 48,8 km lang. Ihr rechter Oberlauf, der Wagensteigbach, ist jedoch wasserreicher (im Mittel 1,96 m³/s, gegenüber 1,37 m³/s des Rotbachs) und damit Teil des Hauptstrangs im Dreisam-System.

## Name
Die ersten urkundlichen Erwähnungen sind von 864 (Dreisima) und 1008 (Treisama).
Der Name der Dreisam wird aus dem Keltischen (Gallischen) hergeleitet: *Tragisamā, „die sehr Schnelle“. Es beruht eigentlich selbst auf den beiden Elementen *traget- „Fuß“ (spätgallisch treide, altbretonisch treit, altkymrisch truit, altirisch traig), woraus sich *tragus „der läuft“ > „schnell, rasch“ + superlativisches Suffix -samā ableitet. Die phonetische Entwicklung des Bestandteils traget- > spätgallisch treide, altbretonisch treit ist derjenigen ähnlich, die für *Tragi- > Drei- von Dreisam beobachtet wurde.
Der Name des Flusses Traisen in Niederösterreich teilt die gleiche Etymologie. Ähnliches gilt für die Trême (altfranzösisch Tresme) in der Schweiz, sie weist aber eine romanische Lautentwicklung auf.

## Geographie

### Verlauf
Die Dreisam nimmt ihren Anfang im beckenförmigen Dreisamtal im badischen Südschwarzwald. Nahe der Brücke der Landesstraße 127 von Kirchzarten nach Stegen liegt der Zusammenfluss des etwas längeren Rotbachs aus dem Höllental und des etwas wasserreicheren Wagensteigbachs.

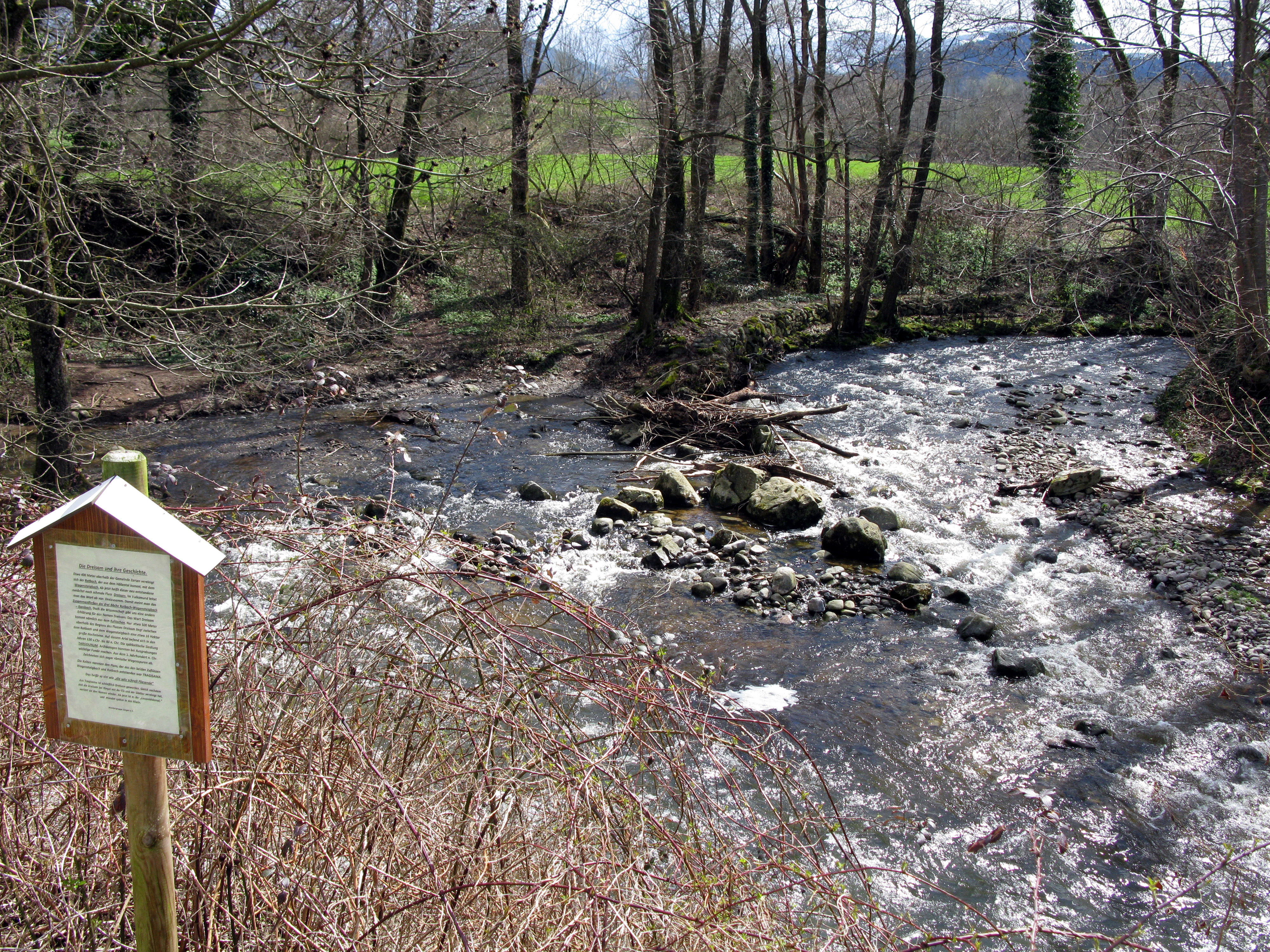
Vereinigung von Wagensteigbach (links) und Rotbach zur Dreisam

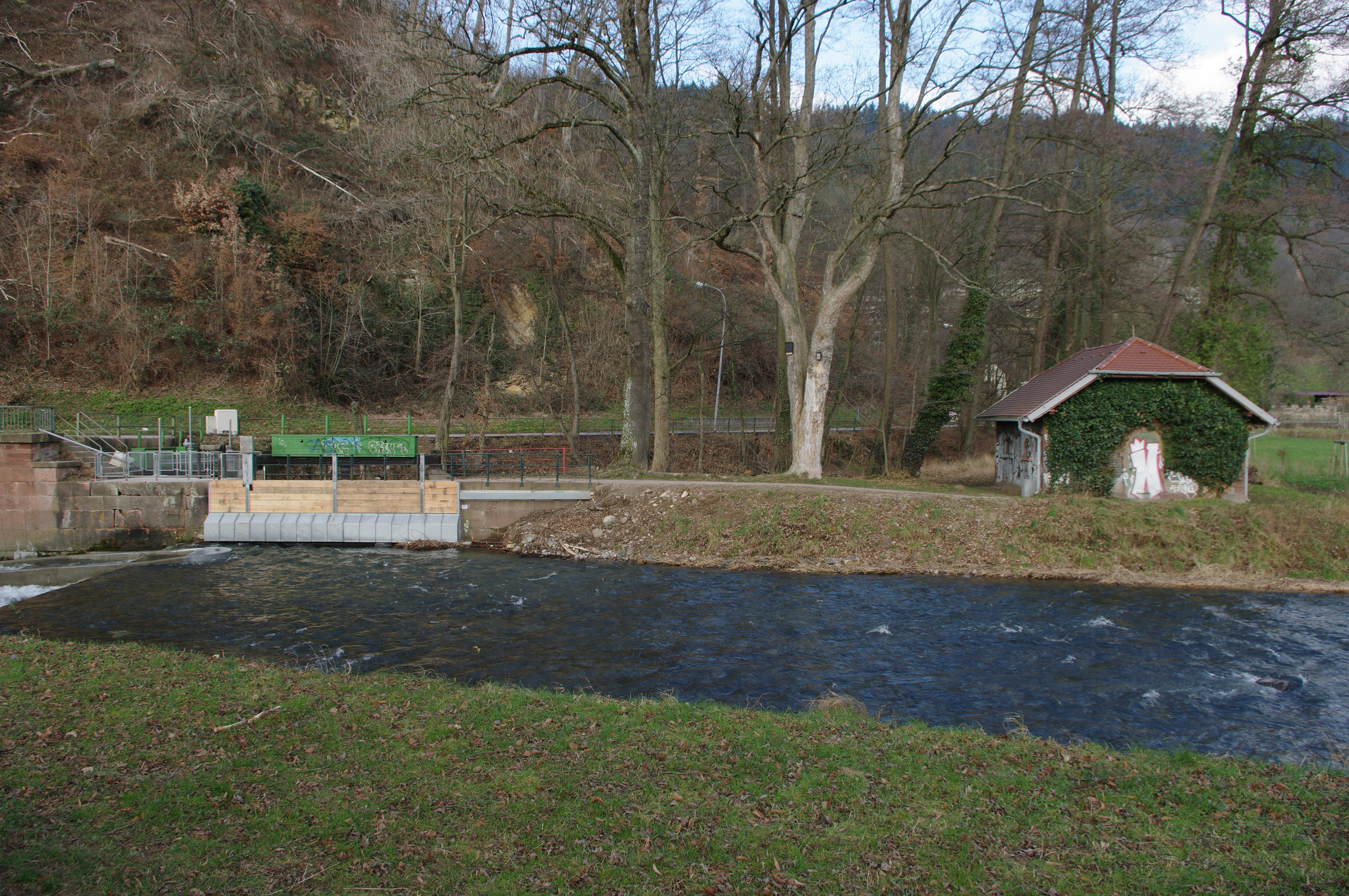
Abschlag des Gewerbekanals in Freiburg am Sandfang: Aus diesem Kanal werden die Freiburger Bächle gespeist

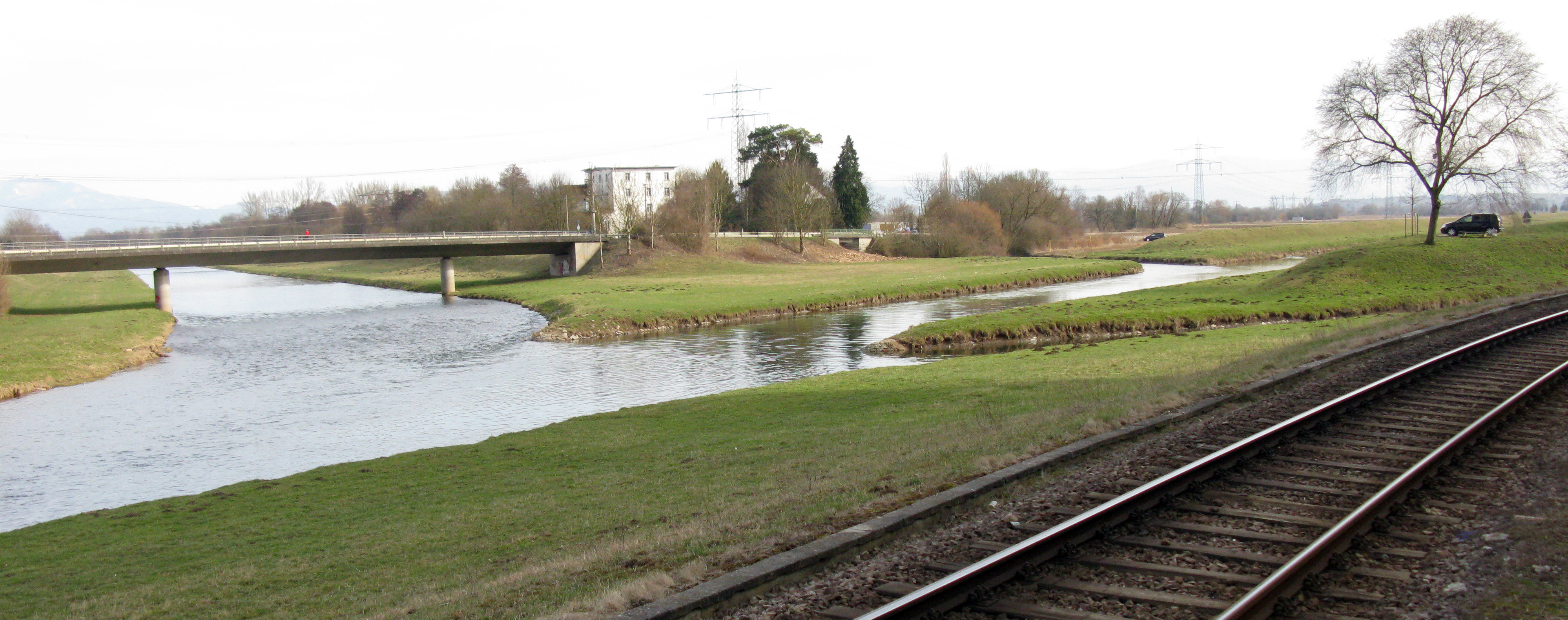
Gemeinsame Mündung der Dreisam und der Alten Dreisam in die Elz (links), hinten rechts mündet die Glotter in die Dreisam.

Vom Punkt dieser „Flusshochzeit“ im Westen des Naturparks Südschwarzwald fließt die Dreisam im Breisgau kanalisiert nach Westen und nimmt unter anderem den Krummbach und die Brugga von links auf und von rechts den Eschbach. Mit dem östlichen Ende des Stadtteils Ebnet erreicht der Fluss Freiburg. 1967 wurde dort nahe der Nepomuk-Brücke der Pegel Freiburg-Ebnet errichtet und ist Bestandteil des Oberflächengewässermessnetzes in Baden-Württemberg und dessen einzige Messstelle auf Freiburger Stadtgebiet. 2019 wurde dort die Flusssohle für rund 580 000 Euro so umgestaltet, dass künftig auch die Niedrig- und Mittelwasserstände des Flusses genauer erfasst werden können. Auch die Stufe entfällt, damit der Fluss für Fische durchgängig ist. Nach der Passage des Dreisamstadions wird am „Sandfang“ ein Teil des Wassers für den Gewerbekanal und die Freiburger Bächle abgeschlagen.
Dieser Wasserlauf teilt sich in der Altstadt in einen Nordarm und einen Südarm. Der Großteil des Südarms mündet unmittelbar westlich der Brücke der Höllentalbahn im Stadtteil Stühlinger wieder in die Dreisam; das restliche Wasser durchfließt in Richtung Westen die Stadtteile Eschholz und Bischofslinde und wird bei Lehen in die Dreisam zurückgeleitet. Der Nordarm fließt (oft unterirdisch) durch die nordwestliche Altstadt in Richtung der Stadtteile Beurbarung und Brühl und mündet westlich von Gundelfingen in den Schobbach, der wiederum bei Nimburg-Bottingen in die Glotter mündet. Somit erreicht dieses Freiburger Bächlewasser erst kurz vor Riegel wieder die Dreisam.
Die Dreisam selbst fließt im Freiburger Stadtgebiet in nordwestlicher Richtung weiter entlang der B 31. Nach Unterqueren der Bundesautobahn 5 verläuft sie, bei March nordwärts einschwenkend, zwischen dem Kaiserstuhl im Westen und dem Nimberg nach Riegel, wo sie in die Elz mündet. Nur 135 m oberhalb ihrer Mündung fließt der Dreisam von rechts die vom Kandel herabkommende Glotter zu.
Die Dreisam wurde von 1817 bis 1842 unter der Leitung Johann Gottfried Tullas auf ihrer gesamten Länge von Kirchzarten bis Riegel kanalisiert. Im Osten Freiburgs wurde sie jedoch zu Beginn des 21. Jahrhunderts auf einer Länge von 800 m renaturiert. Vier Jahre später, 2019 setzte der Landesbetrieb Gewässer unterhalb des Ottilienstegs tonnenschwere Granitblöcke ein, die als Buhnen die Strömung auch in den Seitenarm lenken. Die Hochwasser im Jahre 2021 hatten jedoch so viel Kies abgelegt, dass der Nebenarm oberhalb der Sandfangbrücke bei Niedrigwasser trockenfällt. Daher wurden im September für 15.000 Euro „so behutsam wie möglich“ 500 Kubikmeter Kies ausbaggert.
Auch im Westen der Stadt Freiburg soll die Dreisam auch in Zusammenhang mit dem neuen Stadtteil Dietenbach und dem Neubaugebiet Im Zinklern in Lehen in den kommenden Jahren renaturiert werden. Hierbei soll der bisher geradlinige Verlauf innerhalb der Hochwasserdämme leicht mäandrieren und die Stömungsvielfalt durch Strukturelemente erhöht werden, um die Fließgeschwindigkeit insgesamt zu verringern. Betroffen ist dabei der Abschnitt zwischen Betzenhausen über Lehen bis zur Stadtgrenze nach Umkirch auf einer Länge von mehreren Kilometern.
Vor der Kanalisierung floss die Dreisam weiter westlich entlang des Kaiserstuhl-Ostrandes nach Norden. Bei Eichstetten floss ihr der Eichstetter Mühlbach zu, der heute im weiteren Verlauf kanalisiert annähernd dem einstigen Bett der Dreisam folgt und nordöstlich des St. Michaelsbergs (241 m ü. NN) als Alte Dreisam am gleichen Punkt in die Elz mündet wie die Dreisam. Vor dem Hintergrund der Flussgeschichte wird die Alte Dreisam dennoch als Nebenfluss der Dreisam behandelt. Die Dreisam hat am Mündungspunkt eine mittlere Wasserführung von 10,9 m³/s, ohne die Alte Dreisam eine von 8,6 m³/s.
Die Dreisam hat zwischen Kirchzarten (377 m) und ihrer Mündung (178 m) in die Elz ein Gesamtgefälle von 199 Metern.

#### Schwabentorwehr
1873 wurde das Schwabentorwehr unterhalb der Schwabentor- und Greiffeneggbrücke zur Ausleitung des Kronenmühlenbachs und zur Gewinnung von Sand und Kies in der Dreisam von der Stadt Freiburg auf Kosten der Kronenmühlebach Runzgenossenschaft errichtet. Schon 2014 war die denkmalgeschützte Holzrampe stark beschädigt und so wurde für den Umbau auch eine Machbarkeitsstudie zur Wasserkraftnutzung in Auftrag gegeben, die zu dem Schluss kam, dass das nicht wirtschaftlich sei. Unterhalb des Wehrs wurde im Sommer 2018 die südliche Ufermauer mit Findlingen geschützt. Wegen Unterspülung war die Standsicherheit gefährdet, da Hochwasser die 2015 gesetzten großen Steine weggespült hatte. Auch die denkmalgeschützten Holzbalken des Wehrs (großes Foto) waren teilweise weg oder zerstört. Von Mai bis August 2019 wurde das Wehr für 1,5 Millionen Euro zu einer modernen Rampe, den Wasserterrassen – ähnlich wie beim Sandfang – mit Fischtreppe umgebaut. Diese Maßnahme erfolgt gemäß der europäischen Wasserrahmenrichtlinie, wofür die Stadt Fördermittel vom Land hätte bekommen können. Stattdessen will sie sich aber lieber Ökopunkte gutschreiben lassen, was auch auf Kritik stieß. Eigentlich hätte die Maßnahme schon 2012 erfolgen müssen und das Regierungspräsidium hätte sie anordnen können, wofür es dann keine Punkte gegeben hätte. Durch die Umbaumaßnahmen wurden aus dem Baufeld Feinsedimente des Phorphyrschotters ausgeschwemmt, die zeitweise den Fluss rot gefärbt haben und sich zum Teil auf bzw. in der Dreisamsohle abgelagert haben. Deswegen brachte das Freiburger Garten- und Tiefbauamt an zehn Stellen zwischen dem Mariensteg und der Autobahnbrücke in Lehen Geschiebezugaben aus Baugrubenkies ein. Die Fischtreppe mit ihren 21 Becken erfreut sich an heißen Tagen bei den Freiburgern großer Beliebtheit zum Sonnen, Entspannen und Planschen.

### Einzugsgebiet und Zuflüsse
Das Einzugsgebiet der Dreisam umfasst bis Riegel eine Fläche von rund 649 km² und zählt somit zu den Einzugsgebieten mittlerer Größenordnung in Deutschland. Es besitzt ein weitverzweigtes, im oberen Teil baumartiges (dendritisches) Entwässerungssystem und kann als komplexes Abflussregime ersten Grades charakterisiert werden, das durch zwei Maxima der Abflussmenge gekennzeichnet ist. Das größere liegt im Frühjahr (Schneeschmelze), ein geringeres Maximum liegt im Sommer oder im Herbst zu Zeitpunkten maximaler Niederschlagsmengen.
Die Nebenflüsse treffen konzentriert auf zwei Bereiche auf die Dreisam: Im Zartener Becken oberhalb von Freiburg sind dies neben den Quellflüssen Rotbach und Wagensteigbach in flussabwärtiger Abfolge der Krummbach (im Oberlauf Zastler Bach genannt), die Brugga und der Eschbach, jeweils mit auffallend parallel zur Dreisam verlaufenden Unterläufen. Erst im Mündungsbereich der Dreisam kommen die Glotter und, je nach gewässerkundlicher Zuordnung, die Alte Dreisam mit dem Eichstetter Mühlbach als Oberlauf hinzu, jeweils nach langer, teils verzweigter Laufstrecke im Tiefland.

## Hydrologie

### Hochwasser
Gleich unterhalb der Einmündung in die zuvor genannte Elz zweigt der etwa 15 km lange Leopoldskanal ab. Über diesen Kanal wird bei Hochwasser das Wasser der Dreisam dem Rhein zugeführt. Der Kanal endet nordwestlich von Rheinhausen, südwestlich von Rust und westlich des Naturschutzgebiets Taubergießen.
Das Geländerelief im Dreisam-Einzugsgebiet oberhalb von Freiburg ist – obwohl es nur Mittelgebirge umfasst – auf großer Fläche ungewöhnlich steil, so beträgt die durchschnittliche Hangneigung oberhalb des Pegels Ebnet 16° bzw. 29 %, dazu erhebt sich als höchster Punkt der Feldberg relativ zum Pegel um 1185 Meter, was beides für einen hohen Anteil orographisch bedingter Niederschläge sorgt. Die Festgesteine des Gebirgskörpers haben ein geringes Kluftvolumen, weshalb das meiste Niederschlagswasser rasch an der Oberfläche abfließt. Ferner streben in dem eher runden Einzugsgebiet der oberen Dreisam typischerweise recht ähnlich lange Gerinne fächerförmig zusammen, was die Abflussspitzen auch noch zeitlich zusammentreffen und sich überlagern lässt. Aus all diesen Gründen sind die Dreisam und Teile ihres Einzugsgebietes sehr durch Hochwasser gefährdet.
Das Abflussmaximum liegt wegen der hinzukommenden Schneeschmelze im April. Im Sommer sind die Niederschläge zwar am höchsten, führen jedoch wegen des gleichzeitig höheren Wasserumsatzes der Vegetation nur zu sekundären Abflussmaxima.

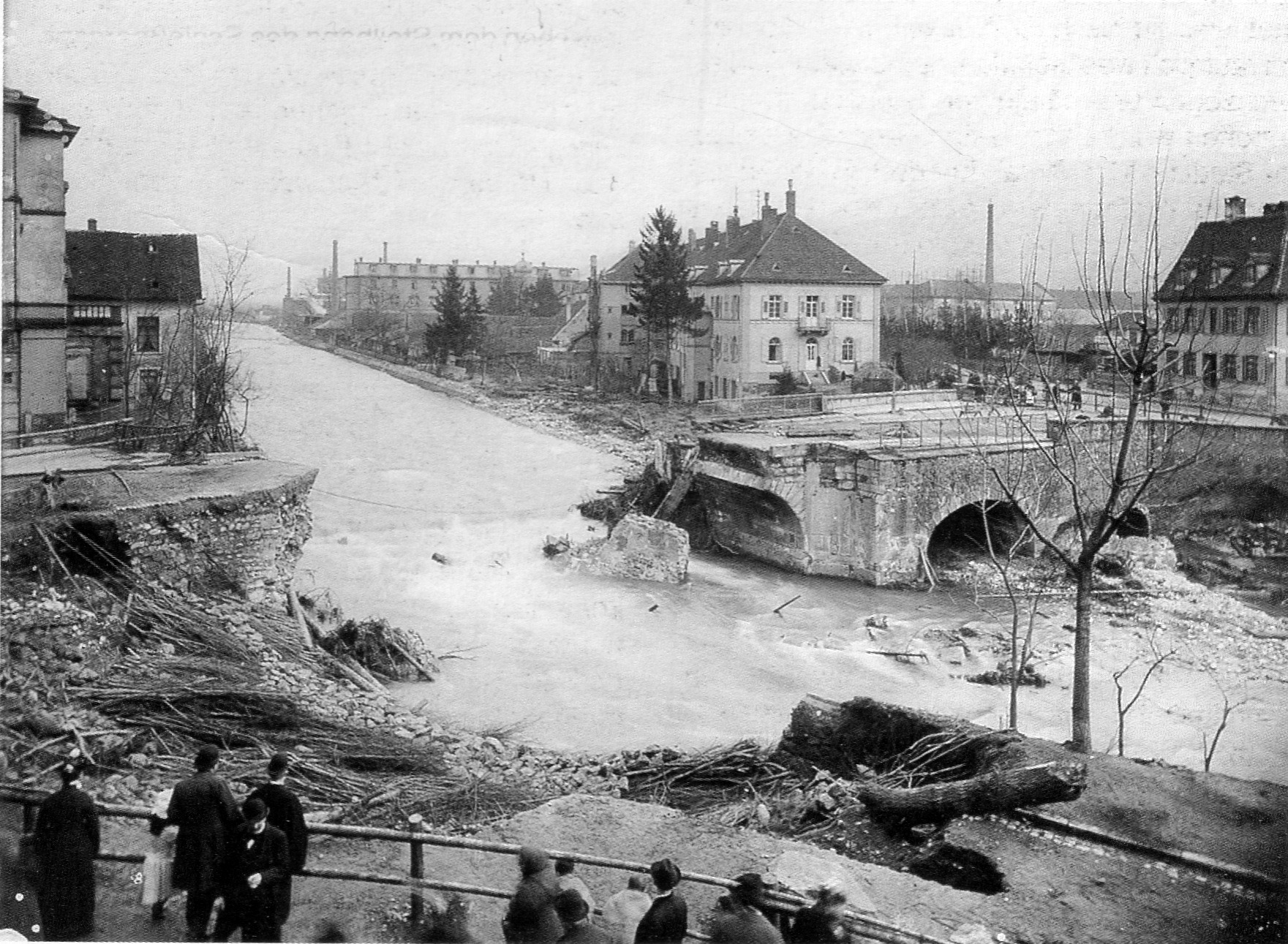
Durch Hochwasser zerstörte Schwabentorbrücke (1896)

Ein historisch bekanntes Hochwasser, bei dem mehrere Brücken zerstört wurden und zwei Menschen (vergl. Carl Siegel) ums Leben kamen, ereignete sich im März 1896. Weil die Dreisam heute ab Freiburg begradigt und auf beiden Seiten durch Hochwasser-Dämme gesichert ist, laufen die Hochwasser in der Regel ohne größere Schäden ab. Bei einem Hochwasser am 23. Dezember 1991 entstanden allerdings im Osten Freiburgs Schäden durch Überflutung. Unter den Brücken der Bahnstrecke Mannheim–Basel (Rheintalbahn) werden die Uferwege bei Hochwasser oft überspült, was trotz Warnschildern 2010 und 2013 zwei Radler das Leben kostete. 2013 wurden Schranken installiert, die bei Hochwasser geschlossen werden. Am 29. Januar 2021 gab es im Freiburger Stadtgebiet zwei Rettungseinsätze der Feuerwehr. Ein Radler konnte sich selber retten, bei dem anderen Einsatz blieb die Suche bis in die March erfolglos. Die Polizei ging schlussendlich nicht von einem Unglück aus. Bisweilen nutzen aber auch Surfer und Wildwasserfahrer das Hochwasser der Dreisam.

### Niedrigwasser
Während Dürre und Hitzeperioden sinkt der Wasserspiegel der Dreisam. So lag der Pegel bei Ebnet im Juli 2018 bei 18 Zentimeter, im Jahre 2003 sogar bei Null. In diesem Fall führen die Bächle in Freiburg kein Wasser und Fische werden im Dreisamabschnitt zwischen Sandfangweg und Ottiliensteg betäubt und abgefischt und in den Oberlauf der Dreisam umgesiedelt. Die Wassertemperatur steigt dann tagsüber auf 24 bis 25 °C. Bei March ist dann das Flussbett komplett ausgetrocknet und auch dort rettet der Fischereiverein überlebende Fische. Akut gefährdet sei der Bitterling, der seine Eier in der Flussperlmuschel ablegt. Diese vom Aussterben bedrohte Muschel kann ohne Wasser nicht überleben und stirbt, so Ottmar Scherer vom Fischereiverein March-Neuershausen.

## Umweltschutz
2020 investierte die Stadt Freiburg rund 2,2 Millionen Euro in eine Regenwasserbehandlungsanlage, die das Regenwasser der Bundesstraße 31a von Schadstoffen wie Abrieb von Reifen und Bremsen reinigt. Die Anlage befindet sich westlich der Eschholzstraße (Ochsenbrücke) direkt am südlichen Dreisamuferradweg. Auch bei Verkehrsunfällen kann sie Öl und Benzin zurückhalten.

## Nutzungen

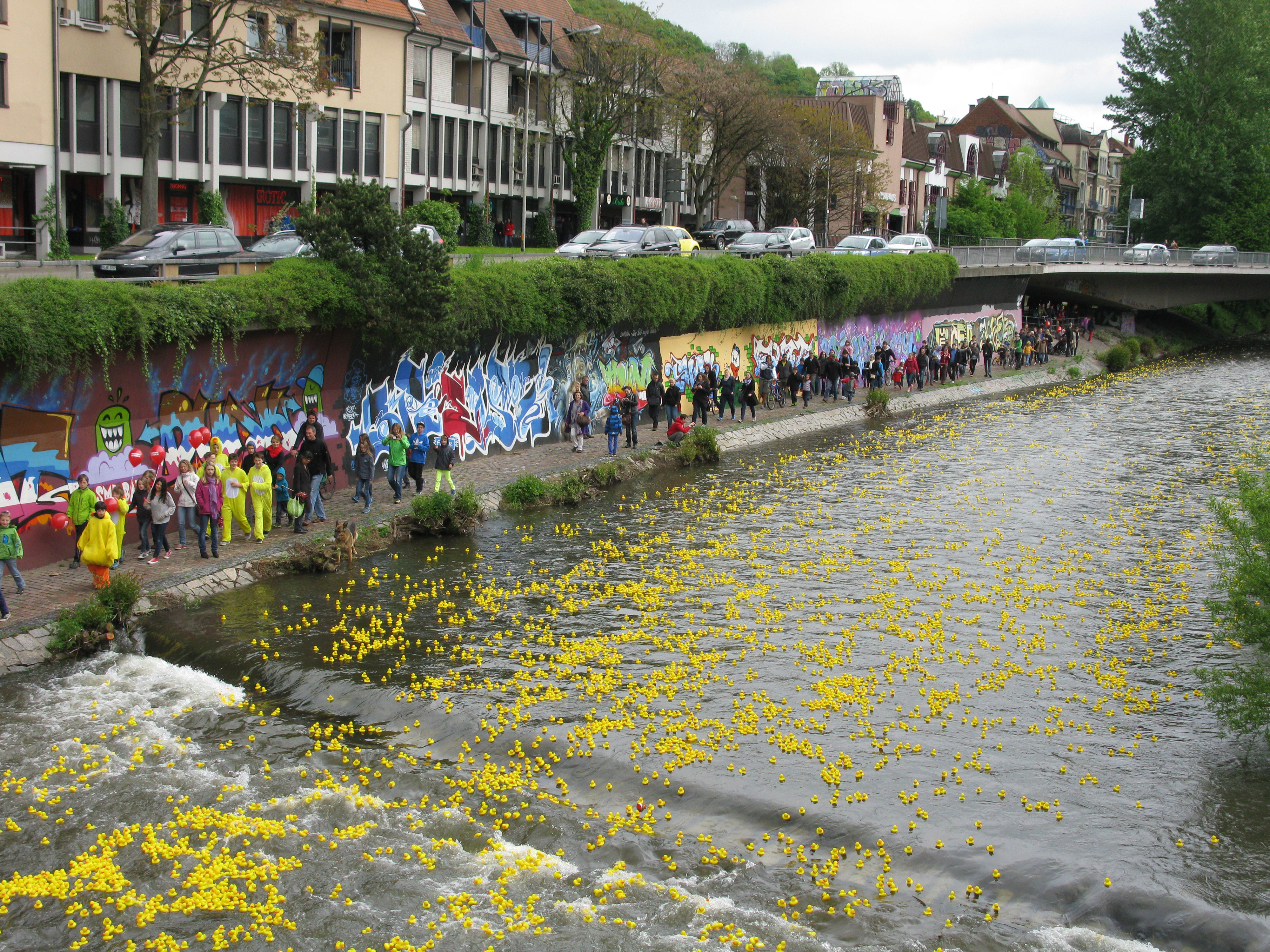
Plastikenten auf der Dreisam

Früher trieb das Dreisamwasser Mühlen an und lieferte Energie für Gewerbebetriebe wie Edelsteinschleifereien und Gerbereien, 1957 trat das Mühlengesetz in Kraft, das die Zahl der Wind- und Wassermühlen in Deutschland drastisch reduzierte. Inzwischen gibt es wieder kleine Flusskraftwerke, zum Beispiel am Sandfang. Die Fischerei spielt heute – außer für Hobbyfischer – keine Rolle mehr, früher wurden sogar Lachse im Fluss gefangen. Im Sommer 2016 wurden in Freiburg 10.000 Junglachse zwischen Kaiser- und Kronenbrücke und auf Höhe der Kartaus ausgesetzt.
Heute werden die Ufer der Dreisam mit ihren Wiesen zum Spazierengehen, Grillen und Baden als Naherholungsgebiet genutzt. Am Südufer der Dreisam entlang führt der Dreisamradweg FR 1 als zentrale Radverkehrsachse querungsfrei von Osten nach Westen durch Freiburg. Zwischen Schwabentorbrücke und Mariensteg wurde im Sommer 2015 der fehlende Fußweg am Nordufer gebaut sowie bis Dezember 2015 am Südufer der Engpass unter dem Mariensteg beseitigt. Beidseitig der Dreisam führt die B 31 bzw. B 31a zur A 5. Im Zuge des geplanten Stadttunnels soll der Verkehr der Bundesstraßen auf einer Länge von insgesamt ca. 1,8 km in einer Tiefe von 15 m unter und neben die Dreisam verlegt werden.
Seit 2011 findet auf der Dreisam in der Freiburger Innenstadt jährlich ein „Entenrennen“ als Benefizveranstaltung statt. Nummerierte Plastikenten werden zu Tausenden in den Fluss gekippt und einige hundert Meter abwärts wieder entnommen.
Bei March sind zwei 50 Meter lange Slacklines in zwölf Metern Höhe über den Fluss gespannt, die von der großen Freiburger Community genutzt werden.

## Trivia

### Medien mit Dreisam im Namen
- Dreisamtäler, lokale Zeitung im Dreisamtal[37]
- Dreisam-Verlag Freiburg (1977–1990)

### LUBW
Amtliche Online-Gewässerkarte mit passendem Ausschnitt und den hier benutzten Layern: Lauf und Einzugsgebiet der Dreisam

Allgemeiner Einstieg ohne Voreinstellungen und Layer: Daten- und Kartendienst der Landesanstalt für Umwelt Baden-Württemberg (LUBW) (Hinweise)
1. 1 2  Höhe nach dem Höhenlinienbild auf dem Hintergrundlayer Topographische Karte.
2. 1 2  Länge nach dem Layer Gewässernetz (AWGN).
3. ↑  Einzugsgebiet nach dem Layer Aggregierte Gebiete 05 des Online-Kartenservers der LUBW durch Abzug sämtlicher Teileinzugsgebiete der Alten Dreisam nach dem Layer Basiseinzugsgebiet (AWGN).

### Andere Belege
1. ↑  Heinz Fischer, Hans-Jürgen Klink: Geographische Landesaufnahme: Die naturräumlichen Einheiten auf Blatt 177 Offenburg. Bundesanstalt für Landeskunde, Bad Godesberg 1967. → Online-Karte (PDF; 4,0 MB)
2. ↑  Günther Reichelt: Geographische Landesaufnahme: Die naturräumlichen Einheiten auf Blatt 185 Freiburg i. Br. Bundesanstalt für Landeskunde, Bad Godesberg 1964. → Online-Karte (PDF; 3,7 MB)
3. 1 2 3  LUBW: Abfluss-BW – Daten- und Kartendienst der LUBW (Memento vom 28. Dezember 2017 im Internet Archive), abgerufen am 25. September 2016
4. ↑  Deutsches Gewässerkundliches Jahrbuch Rheingebiet, Teil I 2009 Landesanstalt für Umweltschutz Baden-Württemberg, S. 83, abgerufen am 7. März 2021 (PDF, deutsch).
5. 1 2  Bernhard Maier: Kleines Lexikon der Namen und Wörter keltischen Ursprungs. C.H. Beck OHG, München 2003, ISBN 3-406-49470-6, S. 49.
6. ↑  Manfred Frietsch: Rückhalteräume sollen die rasante Dreisam verlangsamen - Freiburg - Badische Zeitung. Badische Zeitung, 18. Januar 2018, abgerufen am 18. Januar 2018.
7. 1 2 3  Delamarre Xavier, Dictionnaire de la langue gauloise : une approche linguistique du vieux-celtique continental, Éditions Errance, 2003, S. 299
8. ↑  BZ-Redaktion: Regierungspräsidium investiert in eine neue Messtechnik für den Dreisam-Wasserstand. Badische Zeitung, 26. Juli 2019, abgerufen am 30. Juli 2019.
9. ↑  Iso Himmelsbach: Bachabschlag – Von Bächen und Kanälen in Freiburg/Br. Freiburg/Br. 2005, ISBN 3-00-017055-3, S. 39.
10. ↑  Freiburg: Neues Bett für die Dreisam: TAUWETTER. Abgerufen am 4. Mai 2015. auf badische-zeitung.de
11. ↑  Uwe Mauch: Ein Nebenarm der Dreisam in Freiburg droht zu verlanden. Badische Zeitung, 6. September 2021, abgerufen am 7. September 2021.
12. ↑  Uwe Mauch: An der Dreisam in Freiburg wurden 800 Tonnen Kies ausgebaggert. Badische Zeitung, 14. September 2021, abgerufen am 15. September 2021.
13. ↑  Jelka Louisa Beule: Die Dreisam soll auch im Freiburger Westen renaturiert werden. 12. Mai 2023, abgerufen am 12. Mai 2023.
14. ↑  Umgestaltung des Schwabentorwehres Machbarkeitsstudie und Realisierungskonzepte einer Wasserkraftanlage im denkmalpflegerischen und urbanen Umfeld. Stadt Freiburg/UNGER ingenieure, 28. Februar 2014, S. 63, abgerufen am 4. Juli 2021.
15. ↑  Fabian Vögtle: Rettungsaktion für die Ufermauer der Dreisam am Schwabentor. Badische Zeitung, 24. August 2018, abgerufen am 25. August 2018.
16. ↑  Fabian Vögtle: Bagger im Einsatz für die Fischrampe am Schwabentorwehr. Badische Zeitung, 27. Mai 2019, abgerufen am 9. Juni 2019.
17. ↑  Fabian Vögtle: Freiburger benutzen neue Fischtreppe in der Dreisam zum Planschen. Badische Zeitung, 26. August 2019, abgerufen am 31. August 2019.
18. ↑  Simone Lutz: Stadt will für Fischrampe in der Dreisam eine Million Ökopunkte einnehmen. Badische Zeitung, 4. Februar 2019, abgerufen am 9. Juni 2019.
19. ↑  Rotverfärbung der Dreisam nach Arbeit am Schwabentorwehr - www.freiburg.de. Abgerufen am 7. September 2019.
20. ↑  Fabian Vögtle: Insel-Ambiente mitten im Städtle. Badische Zeitung, 1. September 2020, abgerufen am 1. September 2020.
21. ↑  Stephan Huxol: Trendanalyse von Zeitreihen der Komponenten des Wasserkreislaufes im Einzugsgebiet der Dreisam zur prozessorientierten Beurteilung hydrologischer Klimafolgen, Diss. Institut für Hydrologie der Albert-Ludwigs-Universität Freiburg i.Br.; abgerufen am 26. September 2016
22. ↑  Freiburg: Verschollen: Für einen 48-Jährigen wurde die Dreisam wohl zur tödlichen Falle. Abgerufen am 4. Mai 2015. auf badische-zeitung.de
23. ↑  Freiburg: Hochwasser vor einer Woche: Radler in der Dreisam ertrunken – Rätselhafte Umstände. Abgerufen am 4. Mai 2015. auf badische-zeitung.de
24. ↑  Freiburg: Sicheres Radeln: Dreisamuferradweg jetzt mit Schranken – Schutz bei Hochwasser. Abgerufen am 4. Mai 2015.auf badische-zeitung.de
25. ↑  Simone Lutz: Radfahrer steckt in Dreisam-Hochwasser fest – und befreit sich selbst. Badische Zeitung, 29. Januar 2021, abgerufen am 30. Januar 2021.
26. ↑  Joachim Röderer & Manfred Frietsch: Suche an der Dreisam: Mann soll am Morgen eine Frau aus dem Wasser gezogen haben. Badische Zeitung, 29. Januar 2021, abgerufen am 30. Januar 2021.
27. ↑  Video: Wellenreiter nutzen Dreisam-Hochwasser. Abgerufen am 4. Mai 2015. auf badische-zeitung.de
28. ↑  Bernhard Amelung, Norbert Widemann: Schneeschmelze und Regen lassen die Dreisam durch Freiburg toben - YouTube. Badische Zeitung, 29. Januar 2021, abgerufen am 30. Januar 2021.
29. ↑  Christian Engel: Trockenheit und Hitze lassen Menschen, Tiere und Pflanzen leiden. Badische Zeitung, 27. Juli 2018, abgerufen am 25. August 2018.
30. ↑  Frank Zimmermann: Angelsportler retten 2500 Fische aus der Dreisam. Badische Zeitung, 30. Juli 2018, abgerufen am 25. August 2018.
31. ↑  Horst David: Rettungsaktion unter der Brücke. Badische Zeitung, 11. August 2018, abgerufen am 25. August 2018.
32. ↑  Michael Saurer (Drohne), Florian Kech (Schnitt): Drohnenflug über die Dreisam zeigt Ausmaß der Trockenheit. Badische Zeitung, 3. August 2018, abgerufen am 25. August 2018.
33. ↑  BZ-Redaktion: Schadstoffe von der B 31 werden gefiltert, bevor sie in die Dreisam gelangen. Badische Zeitung, 3. April 2021, abgerufen am 3. April 2021.
34. ↑  Dreisam. Abgerufen am 6. August 2013.
35. ↑  Sina Gesell: Freiburg: Wanderfische: Der Lachs soll in Freiburg heimisch werden – 10.000 Jungfische in der Dreisam ausgesetzt. Badische Zeitung, 16. Juli 2016, abgerufen am 16. Juli 2016.
36. ↑  Manfred Frietsch: Balanceakt über der Dreisam. Badische Zeitung, 27. November 2021, abgerufen am 27. November 2021.
37. ↑  www.dreisamtaeler.de